# Ana Catarina Mendes
Ana Catarina Veiga dos Santos Mendonça Mendes, née le 14 janvier 1973 à Coimbra, est une femme politique portugaise, membre du Parti socialiste (PS).

## Jeunesse et formation
Ana Catarina Mendes est titulaire d'un diplôme de premier cycle en droit de l'université de Lisbonne et une maîtrise en nouvelles frontières du droit de l'ISCTE – Institut universitaire de Lisbonne. Elle dirige la fédération du district de Setúbal de la Jeunesse socialiste.

## Carrière politique
Mendes est conseillère municipale d'Almada de 1993 à 1997, avant d'être élue à l'Assemblée de la République en 1995 en tant que représentante du PS pour Setúbal. Elle demeure députée jusqu'en 2024.
Elle est présidente de la fédération du district de Setúbal du Parti socialiste de 2014 à 2015, date à laquelle elle est nommée secrétaire générale adjointe, fonction qu'elle occupe jusqu'en 2019.
À partir de 2019, elle est la première femme à diriger le Parti socialiste au Parlement, rôle dans lequel elle souligne son intention de promouvoir une plus grande diversité au sein du parti parlementaire,,. En mars 2022, peu après les élections législatives, elle est nommée ministre des Affaires parlementaires dans le XXIIIe gouvernement constitutionnel dirigé par António Costa.

## Commentatrice politique
Au début de 2018, elle devient commentatrice politique régulière à la télévision portugaise, en commençant par la Televisão Independente (TVI) et la station de radio TSF, puis passe à une émission hebdomadaire sur la chaîne de télévision SIC Notícias, avant de revenir à TVI,.
Elle est remplacée par Alexandra Leitão en mars 2022, après avoir pris ses fonctions de ministre adjointe et des Affaires parlementaires.

## Députée européenne
En 2024, elle est élue députée européenne et entre en fonction le 16 juillet. Elle siège au sein du groupe de l'Alliance progressiste des socialistes et démocrates (S&D), dont elle est élue vice-présidente le 26 juin.
Elle est membre de la commission des libertés civiles, de la justice et des affaires intérieures (LIBE) et de la sous-commission de la sécurité et de la défense (SEDE), ainsi que suppléante de la commission des affaires étrangères (AFET).

## Famille
Elle a épousé Paulo Pedroso mais ils sont maintenant divorcés,,.
En décembre 2022, son frère António Mendonça Mendes est nommé secrétaire d'État aux Affaires fiscales et sa belle-sœur Patrícia Melo e Castro est membre du cabinet du Premier ministre.